# Валід Шеддіра
Валід Шеддіра (араб. وليد شديرة, нар. 22 січня 1998, Лорето) — марокканський футболіст, нападник італійського «Наполі» і національної збірної Марокко. На правах оренди грає за «Еспаньйол».

## Клубна кар'єра
Народився 22 січня 1998 року в місті Лорето.
У дорослому футболі дебютував 2015 року виступами за команду «Лорето», в якій провів два сезони, взявши участь у 49 матчах чемпіонату.  Більшість часу, проведеного у складі У складі, був основним гравцем атакувальної ланки команди.
Своєю грою за цю команду привернув увагу представників тренерського штабу клубу «Санджустезе», до складу якого приєднався 2017 року. 
У 2019 році уклав контракт з клубом «Парма». 
Згодом з 2019 по 2020 рік грав у складі третьолігових команд «Ареццо» та «Лекко».
З 2020 року один сезон захищав кольори іншого предотавник Серії C клубу «Мантова». Тренерським штабом нового клубу також розглядався як гравець «основи». Влітку 2021 року перейшов до «Барі», у складі якого за рік здобув підвищення в класі до Серії B.
У серпні 2023 року перейшов до «Наполі», який відразу ж віддав його в оренду до «Фрозіноне».

## Виступи за збірну
У 2022 році дебютував в офіційних матчах у складі національної збірної Марокко.
У складі збірної був учасником чемпіонату світу 2022 року у Катарі, де виходив на поле на заміну в іграх стадій 1/8 фіналу і чвертьфіналу. В останній отримав дві жовті картки з різницею у дві хвилини і був вилучений. 
| Дата       | Місто                | Господарі | Результат               | Гості      | Турнір                                  | Голи | Примітки         |
| ---------- | -------------------- | --------- | ----------------------- | ---------- | --------------------------------------- | ---- | ---------------- |
| 23-9-2022  | Курналя-да-Льобрегат | Марокко   | 2 – 0                   | Чилі       | товариський матч                        | -    | 67'              |
| 27-9-2022  | Севілья              | Парагвай  | 0 – 0                   | Марокко    | товариський матч                        | -    | 64'              |
| 6-12-2022  | Ер-Раян              | Марокко   | 0 – 0 д.ч. (3 – 0 п.п.) | Іспанія    | ЧС 2022 - 1/8 фіналу                    | -    | 82'              |
| 10-12-2022 | Доха                 | Марокко   | 1 – 0                   | Португалія | ЧС 2022 - чвертьфінал                   | -    | 65' 90+1', 90+3' |
| 25-3-2023  | Танжер               | Марокко   | 2 – 1                   | Бразилія   | товариський матч                        | -    | 76'              |
| 17-6-2023  | Дурбан               | ПАР       | 2 – 1                   | Марокко    | Відбір до Кубка африканських націй 2023 | -    | 70'              |
| Усього     |                      | Матчів    | 6                       |            | Голів                                   | 0    |                  |